# 阿希姆·希尔
阿希姆·希尔（德語：Achim Hill，1935年4月1日—2015年8月4日），德国男子赛艇运动员。他曾代表德国联队、东德参加1960年、1964年和1968年夏季奥林匹克运动会赛艇比赛，获得二枚银牌。